# Мон Роајал (Квебек)
Мон-Роајал (фр. Mont Royal) је град у Канади у покрајини Квебек. Према резултатима пописа 2011. у граду је живело 19.503 становника.

## Становништво
Према резултатима пописа становништва из 2011. у граду је живело 19.503 становника, што је за 3,0% више у односу на попис из 2006. када је регистровано 18.933 житеља.
| 2006.  | 2011.  | 2016.  |
| ------ | ------ | ------ |
| 18.933 | 19.503 | 20.276 |